# دانشگاه خاور نزدیک
دانشگاه خاور نزدیک (ترکی استانبولی: Yakın Doğu Üniversitesi) یک دانشگاه خصوصی در ناحیه لفکوشای، شهر نیکوزیای شمالی که در سال ۱۹۸۸ افتتاح شده‌است. زبان تحصیل در این دانشگاه ترکی و انگلیسی است.

## دانشکده‌ها
- مدرسه مقدماتی انگلیسی (مخصوص دانشجویانی که در بدو ورود به دانشگاه زبان انگلیسی‌شان ضعیف است)
- دانشکده علوم پایه
- دانشکده پزشکی
- دانشکده فنی و مهندسی
- دانشکده مطالعات دریایی
- دانشکده معماری
- دانشکده حقوق
- دانشکده ارتباطات
- دانشکده هنر
- دانشکده آموزش و پرورش آتاترک
- دانشکده طراحی هنرهای زیبا
- دانشکده هتلداری و مدیریت گردشگری
- دانشکده تربیت بدنی و علوم ورزشی
- دانشکده دندانپزشکی
- دانشکده داروسازی
- دانشکده دامپزشکی
- دانشکده بهداشت و درمان